# 七場會議 (電影)
《七場會議》是日本作家池井戶潤的一部職場小說的改編電影，於2019年2月1日上映。